# Androniscus paolettii
Androniscus paolettii là một loài chân đều trong họ Trichoniscidae. Loài này được Caruso miêu tả khoa học năm 1972.